# Douglaseraie des Farges
Cet article possède un paronyme, voir Desfarges.

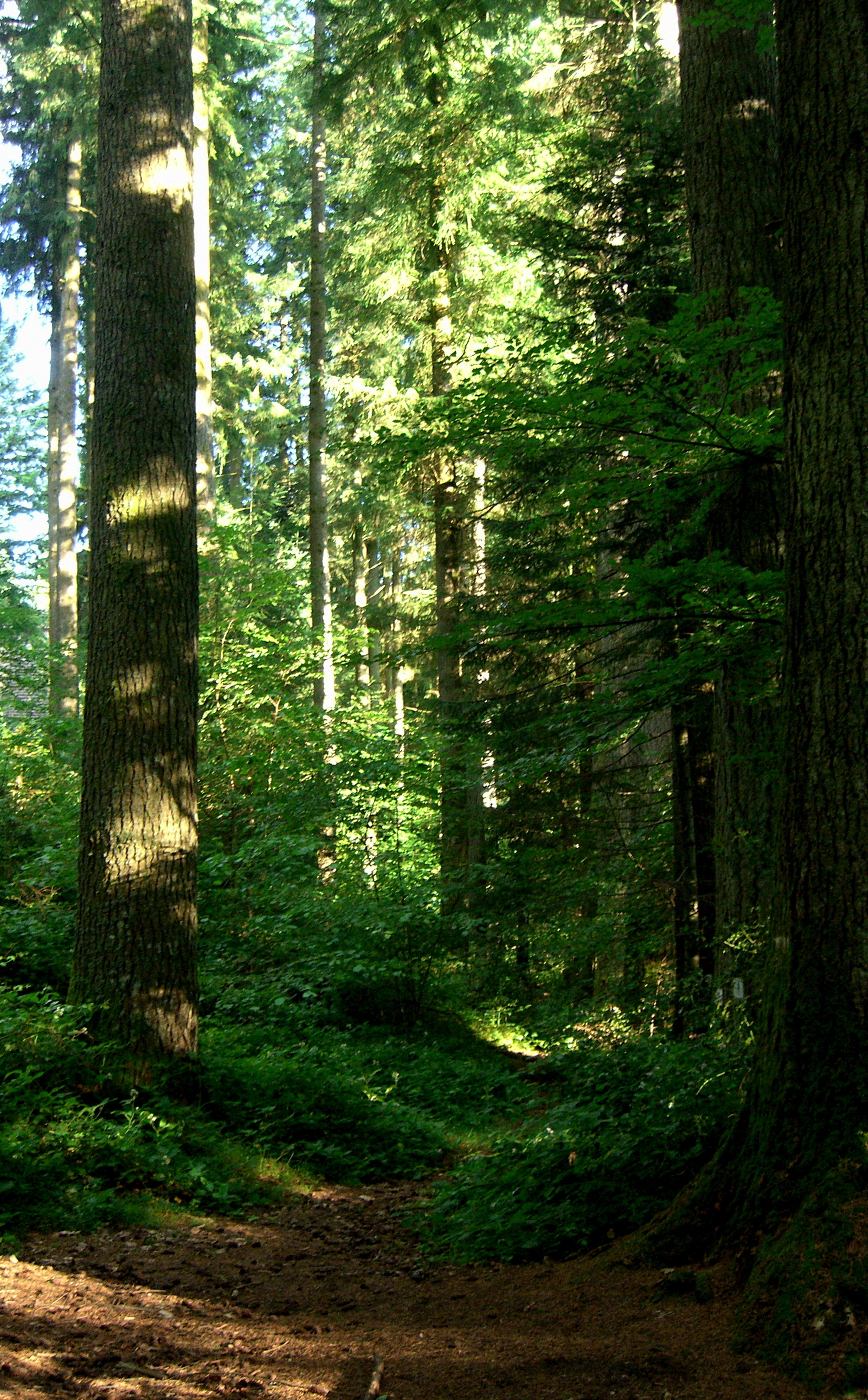
Douglaseraie des Farges

La Douglaseraie des Farges est une forêt domaniale de dix hectares, située sur le territoire de la commune de Meymac en Corrèze, le long de la départementale D109, au nord-ouest de la commune, et à environ 4 km du bourg.
Elle constitue précisément l'une des deux parties de la forêt domaniale des Farges et du Jassonneix, sa parcelle n°9, les huit premières se trouvant à environ 2 km au nord-est, sur le puy du Jassonneix, sur les flancs sud-est du mont Bessou.

## Caractéristiques
Elle a été plantée en 1895 de Pseudotsuga menziesii ou sapins de Douglas.
Ce site a été sauvegardé en 1962 grâce à l'intervention de l'ONF qui a racheté le terrain et fait cesser les coupes. « Sans la volonté de certains forestiers et habitants locaux dont Marius Vazeilles, il ne resterait aucun de ces arbres. »
Ces douglas verts atteignent une hauteur de 50 m et un volume supérieur à 15 m3. Dix arbres ont fait l'objet de mesures[Quand ?] : le plus haut dépasse les 56 m pour un diamètre de 1,04 m. Les circonférences varient de 3,7 m à 3,79 m, les diamètres de 0,97 m à 1,17 m, les hauteurs de 43,4 m à 56,80 m.
Une hauteur de 52 m avait été mesurée en 1993, 22 ans plus tard, en 2015, deux arbres ont été mesurés à plus de 61 m, quelques autres pouvaient atteindre cette hauteur, bien qu'ils n'aient pas été mesurés directement, mais par comparaison visuelle. Un douglas français atteignait 66,44 m dans la commune de Renaison.
Le site est désormais signalé par un panneau informatif de l'ONF.